# Шевченків яр (заказник)
Шевче́нків Яр — ентомологічний заказник місцевого значення в Україні. Об'єкт розташований на території Зачепилівської селищної громади Берестинського району Харківської області, біля села Олянівка.
Площа — 10,1 га. Статус отриманий у 1993 році. Перебуває у віданні: Новомажарівська сільська рада.
Охороняється балка із злаково-різнотравною степовою рослинністю. Тут поширені рідкісні степові комахи, занесені до Червоної книги України: дибка степова, махаон, вусач-коренеїд хрестоносець, сколія степова, рофітоїдес сірий, мегахіла округла. В складі ентомофауни помітне місце посідають комахи запилювачі люцерни (андрени, мелітти, евцери, мегахіли, осмії тощо).